# エリカ・ジョング

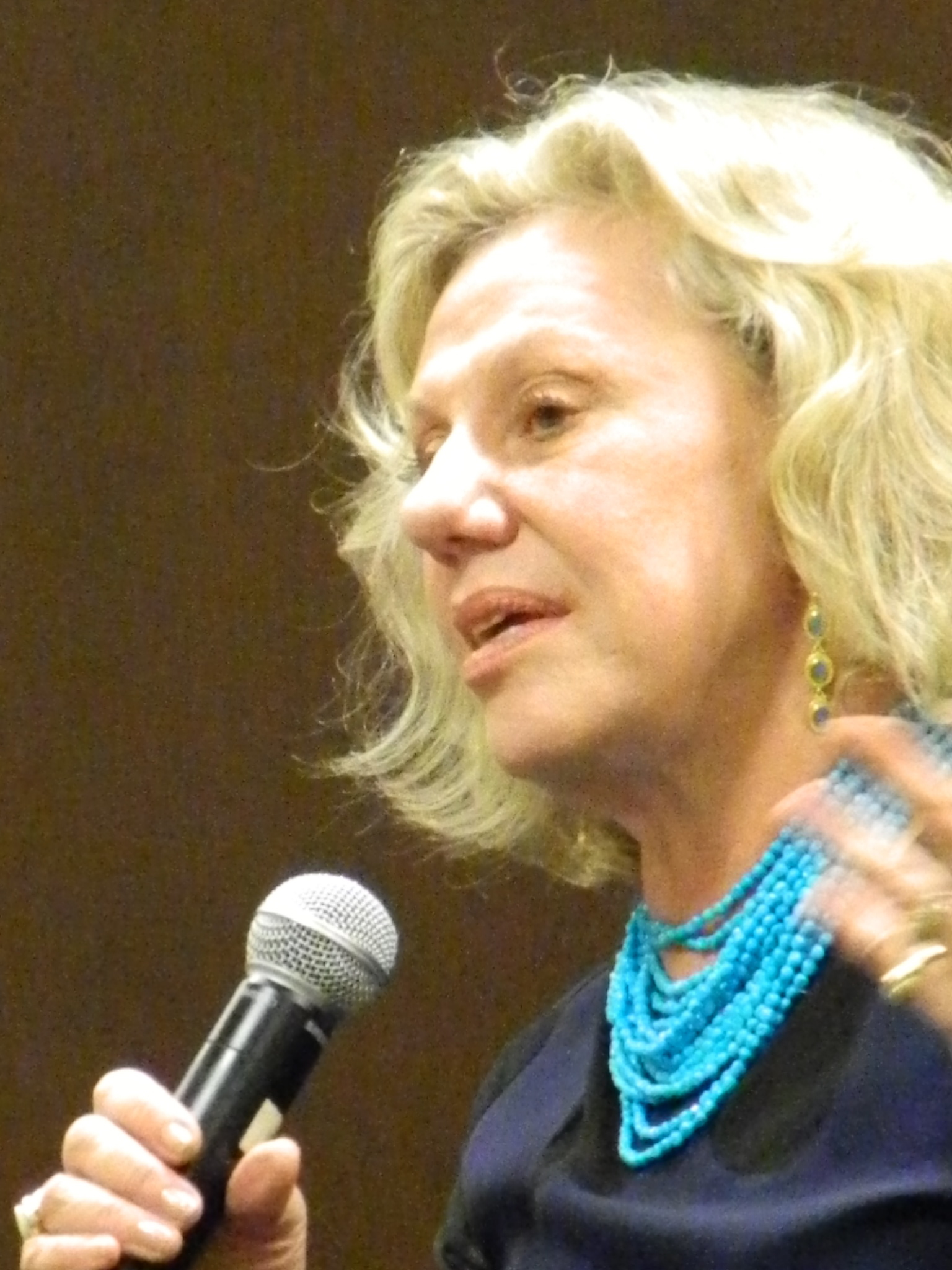
Erica Jong 2013

エリカ・ジョング（Erica Jong、1942年3月26日 - ）は、アメリカ合衆国の小説家、詩人。出生名、エリカ・マン（Erica Mann）。名前はトーマス・マンの娘の名前から。ジョングは二度目の夫だった中国系精神科医の苗字。

## 人物
ニューヨーク生まれ。両親とも東欧系のユダヤ人。コロンビア大学バーナード・カレッジ卒業。ニューヨーク市立大学で美術史を教えながら、修士号を取得した。
1966年から1969年、二度目の結婚での夫、アラン・ジョングとハイデルベルクに滞在中、イギリス人のヒッピーふうの精神分析家と愛人関係に陥り、その中でアレクサンダー・ミッチャーリヒに教育分析を受ける。その経験を自分なりに掘り下げて描いたものが『飛ぶのが怖い』になった。作家デビュー以前に詩人として既に詩集を出している。
現在まで結婚は4回。ケン・フォレット夫妻との親しい交友は有名。

## 主要な著作

### フィクション
- 『飛ぶのが怖い』（Fear of Flying、1973）（柳瀬尚紀訳、新潮文庫） 1976、のち河出文庫
- 『あなた自身の生を救うには』（How to Save Your Own Life、1977）（柳瀬尚紀訳、新潮社） 1978、のち新潮文庫
- 『ファニー』上・下（Fanny、1980）（柳瀬尚紀訳、新潮社） 1985
- 『ふたつの家の少女メーガン』（Megan's Two Houses、1984）（木原悦子訳、あすなろ書房） 2005
- Parachutes & Kisses. New York: New American Library（1984）
- Shylock's Daughter（1987）
- 『ブルースを、ワイルドに』上・下（Any Woman's Blues、1990）（柳瀬尚紀訳、文春文庫） 1996
- Inventing Memory (1997)
- Sappho's Leap (2003)
- 『エリカ・ジョング詩集』（青山みゆき,永田正男編・訳、土曜美術社出版販売、世界現代詩文庫） 1993

### ノンフィクション
- 『魔女たち』（Witches、1981）（ジョゼフ・A・スミス絵、柳瀬尚紀訳、サンリオ） 1982
- 『五十が怖い』（Fear of Fifty、1994）（亀井よし子訳、小学館） 1996
- 『セックスとパンと薔薇 - 21世紀の女たちへ』（What Do Women Want?、1998）（道下匡子訳、祥伝社） 2001  ISBN 978-4396650209